# 劉沒鐸
劉沒鐸（?—?），北魏末年稽胡（山胡）领袖刘蠡升的孙子。

## 生平
北周建德六年（577年），北周攻克北齐的晉州，山西云阳谷的稽胡趁乱而起，立劉沒鐸為主，號聖武皇帝，改元石平，设置百官。北周刚刚灭亡北齐，將討稽胡，大臣議欲窮其巢穴。齊王宇文憲说：「步落稽種類既多，又山谷險絕，王師一舉，未可盡除。且當剪其魁首，余加慰撫。」周武帝宇文邕听從，以宇文憲為行軍元帥，督諸軍討稽胡。至馬邑，分道并進。刘沒鐸分别派遣其属下天柱守河東，穆支守河西，據險以拒。宇文憲命譙王宇文儉擊破天柱，滕王宇文逌擊破穆支，斬首級萬餘。趙王宇文招生擒刘沒鐸，餘眾皆降。